# Тельманово (Черняховский район)
Те́льманово (до 1938 — Дидлакен (нем. Didlacken), до 1946 — Диттлакен (нем. Dittlacken)) — посёлок в Черняховском районе Калининградской области. 

## География
Посёлок расположен в 8 км на юго-запад от Черняховска и в 4 км на север от посёлка Свобода на автодороге 27А-037 Черняховск - Крылово.

## История
До Второй мировой войны на месте нынешнего Тельманово существовало 2 населённых пункта: Дидлакен и Альтхоф Дидлакен.
Усадьба Альтхоф Дидлакен была основана в 1556 году. В 1910 году в Альтхоф Дидлакене было зарегистрировано 167 жителей.  
Деревня Дидлакен был основана только в 1651 году. В 1874 году Дидлакен становится центром одноименного сельского округа в районе Инстербург в административном округе Гумбиннен прусской провинции Восточная Пруссия. В состав сельского округа Дидлакен входили населённые пункты: Биркенфельд, Альтхоф Дидлакен, Дидлакен, Гросс Платтенишкен, Гросс Зигмунтиннен, Гросс Ужбаллен, Казтаунен, Клайн Зигмунтиннен, Клайн Ужбаллен, Кейвучен, Лайтнерсхоф. В 1938 году посёлок переименован в Диттлакен. 
В 1945 году в результате Второй мировой войны оба населённых пункта были присоединены к Советскому Союзу. В 1947 году объединённый посёлок был переименован в Тельманово и включен в состав Свободненского сельсовета Черняховского района. С 2008 по 2015 год Тельманово входило в состав Свободненского сельского поселения, с 2022 года — в Черняховский муниципальный округ.

## Население
| 1910 | 1933 | 1939 | 2002 | 2010 |
| ---- | ---- | ---- | ---- | ---- |
| 377  | ↗489 | ↘452 | ↘190 | ↘155 |

## Объекты культурного наследия
- Кирха 1783 года.